# Ryan Hollweg
Ryan Hollweg (* 23. dubna 1983, USA) je bývalý americký lední hokejista.

## Kluby podle sezón
- 1997-1998 Grandview Steelers
- 1998-1999 Langley Hornets, Grandview Steelers
- 1999-2000 Medicine Hat Tigers
- 2000-2001 Medicine Hat Tigers
- 2001-2002 Medicine Hat Tigers, Hartford Wolf Pack
- 2002-2003 Medicine Hat Tigers
- 2003-2004 Medicine Hat Tigers
- 2004-2005 Hartford Wolf Pack
- 2005-2006 Hartford Wolf Pack, New York Rangers
- 2006-2007 New York Rangers
- 2007-2008 New York Rangers
- 2008-2009 Toronto Maple Leafs, Toronto Marlies
- 2009-2010 San Antonio Rampage
- 2010-2011 Phoenix Coyotes, San Antonio Rampage
- 2011-2012 Portland Pirates
- 2012/2013 HC Škoda Plzeň ELH
- 2013/2014 HC Škoda Plzeň ELH
- 2014/2015 HC Škoda Plzeň ELH
- 2015/2016 HC Škoda Plzeň ELH
- 2016/2017 HC Škoda Plzeň ELH
- 2017/2018 HC Škoda Plzeň ELH